# Daniel Keppeler
Daniel Keppeler (* 18. Januar 1997 in Nürnberg) ist ein deutscher Basketballspieler auf der Position des großen Flügelspielers (Power Forward).

## Laufbahn
2012 wechselte Keppeler vom Nürnberger BC zum TSV Breitengüßbach, also zu dem Verein, bei dem Bundesligist Brose Bamberg seine Nachwuchsspieler ausbildet. Er spielte für Breitengüßbach in JBBL und NBBL und sammelte in der 1. Regionalliga Erfahrung im Herrenbereich. 2014 wurde er in den Kader des FC Baunach für die 2. Bundesliga ProA aufgenommen. Baunach ist als „Farmteam“ ebenfalls in die Bamberger Nachwuchsarbeit eingebunden. 2016 gewann er mit der Breitengüßbacher U19-Mannschaft den NBBL-Meistertitel. Keppeler erzielte in der Saison 2018/19 7,4 Punkte je Spiel für Baunach in der 2. Bundesliga ProA, verpasste mit der Mannschaft aber den Klassenerhalt. Im Juni 2020 gab er in den Bamberger Farben seinen Bundesliga-Einstand.
Im Sommer 2020 wechselte er zum Zweitligisten Tigers Tübingen. 2022 und 2023 wurde er mit der Mannschaft Zweiter, 2023 nahm Tübingen den Bundesliga-Aufstieg wahr. Im Frühling 2024 stieg Keppeler mit der Mannschaft wieder aus der Bundesliga ab.
Er wechselte im Sommer 2024 zu den Crailsheim Merlins, die zuvor wie Tübingen in die zweite Liga abgestiegen waren. Keppeler schloss sich im Sommer 2025 dem Bundesligisten Bamberg an, in dessen Nachwuchsnetzwerk er ausgebildet worden war.

### Nationalmannschaft
Ab dem Altersbereich U15 absolvierte Keppeler Länderspiele für die deutschen Juniorennationalmannschaften.